# 米凯拉·德拉蒙德

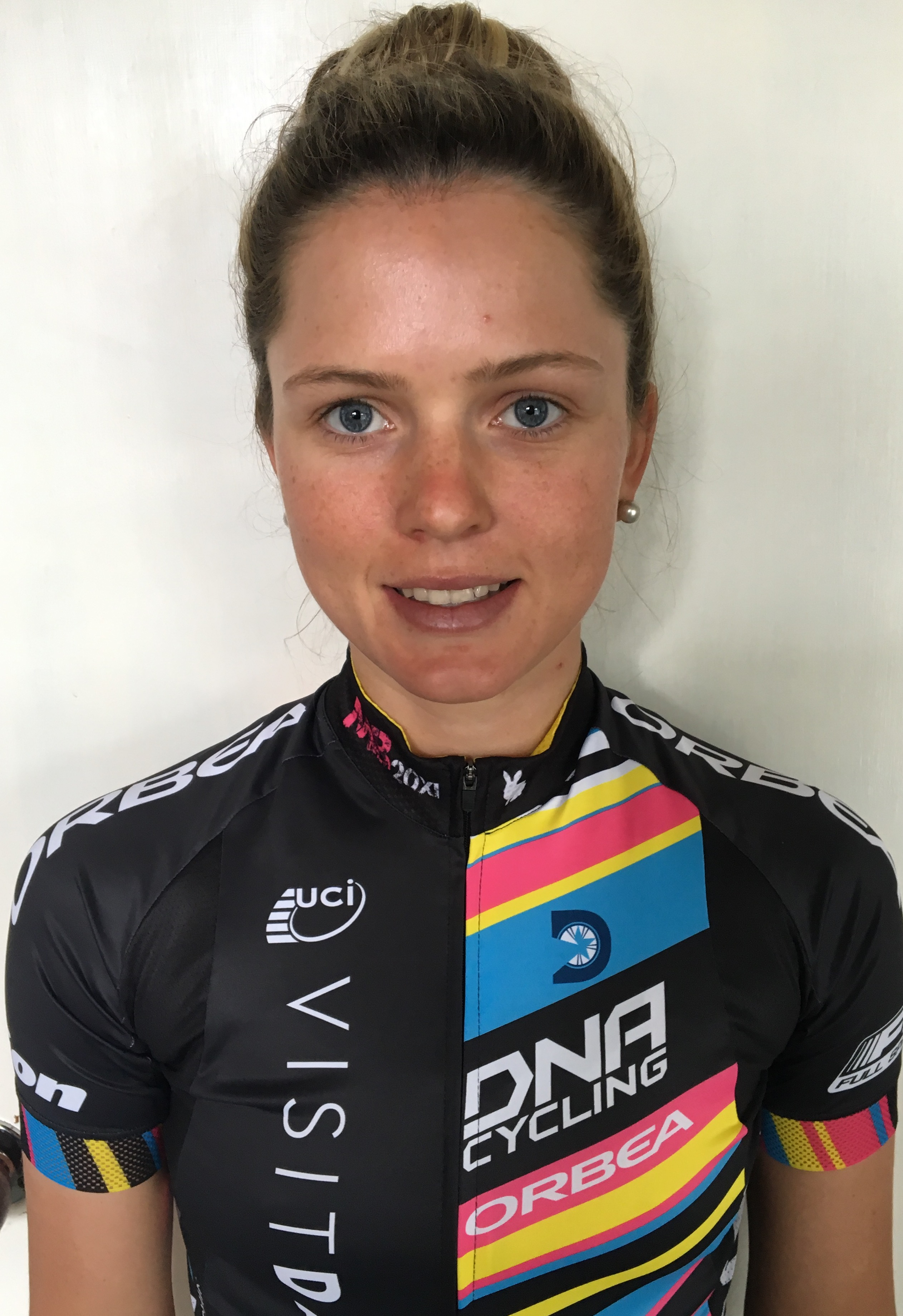
米凯拉·德拉蒙德

米凯拉·德拉蒙德（英語：Michaela Drummond，1998年4月5日—）是一名新西兰女子职业场地和公路自行车运动员，2018年开始为UCI女子洲际队DNA职业自行车效力。她曾在2017年和2019年世界場地自由車錦標賽上两次获得女子团体追逐赛的铜牌。